# 김호준 (스노보드 선수)
김호준(金昊俊, 1990년 5월 1일~)은 대한민국의 스노보드 선수이다. 1999년 제53회 전국스키선수권대회 하프파이프부문 준우승을 차지하며 이름을 알리기 시작했고, 2007년 전국동계체육대회 스노보드 하프파이프 고등부 1위를 차지하며 대한민국 국내 스노보더 기대주로 급부상했다. 2008년에 열린 국제스키연맹이 주관하는 레이스에서 우승을 차지하며 대한민국의 간판 스노보더로 이름을 알렸다. 2009년에는 하얼빈에서 열린 제24회 동계 유니버시아드 대회 스노보드 하프파이프 부문에 참가하여 은메달, 2009년 FIS 주관 내셔널 챔피언십 하프파이프 부문에 참가하여 우승을 차지했다. 2012년 TTR 월드스노우보드투어 US 레볼루션대회 하프파이프 부문에 참가하여 우승을 차지하기도 했다.
2018년 동계 올림픽 이후 은퇴했으며, 현재 스포츠 사업가로 일하고 있다.

## 성적

### 올림픽
| 년도 | 대회일   | 장소          | 종목            | 결과 | 포인트 |
| ---- | -------- | ------------- | --------------- | ---- | ------ |
| 2010 | 2월 17일 | 캐나다 밴쿠버 | 남자 하프파이프 | 26위 | 50.00  |
| 2014 | 2월 11일 | 러시아 소치   | 남자 하프파이프 | 28위 | 40.00  |

## 학력
- 진부초등학교
- 진부중학교
- 강원체육고등학교
- 한국체육대학교

## 경력
- CJ인터넷
- 2010년 제21회 밴쿠버 동계올림픽 스노우보드 국가대표
- CJ E&M
- CJ 제일제당
- 2014년 제22회 소치 동계올림픽 스노우보드 국가대표
- 2017년 2월 제8회 삿포로 동계 아시안게임 스노보드 국가대표
- 2018년 제23회 평창 동계올림픽 스노보드 국가대표